# Primera dama de Ecuador
Primera dama o caballero de Ecuador es un título de cortesía que tradicionalmente recibe la esposa del presidente de Ecuador. Si bien el mismo es usado para referirse esencialmente a la esposa del mandatario en gestión, se han dado ocasiones en las que este rol ha sido desempeñado por otras mujeres, como en el caso de viudez o soltería del Presidente.
Rocío González, esposa de Lenín Moreno, fue la primera dama del Ecuador hasta el 24 de mayo del 2021, quien pese a que su antecesora Anne Malherbe rechazó el título entre 2007 y 2017, durante la campaña presidencial de 2017 manifestó su interés en participar como apoyo de su cónyuge en los sectores sociales, que siempre fue el rol tradicional de las esposas presidenciales. Desde el 23 de noviembre del 2023 Lavinia Valbonesi, esposa del Presidente del Ecuador Daniel Noboa, es quien ostenta este cargo por los siguientes 18 meses (terminara su periodo en mayo del 2025).

## Historia
La primera nación en utilizar este título para nombrar a la esposa del mandatario fue Estados Unidos, cuando el entonces presidente Zachary Taylor lo usó para referirse a su esposa Dolley Madison en su funeral, en 1849. En Ecuador, en cambio, se usa de manera oficial desde el año 1944.
Hasta mediados del siglo XX la cónyuge del mandatario ecuatoriano era conocida simplemente como Esposa del Presidente, y su título no significaba más que un puesto ceremonial como acompañante en los actos protocolares más importantes, además de presidir algunos actos de beneficencia. Sin embargo fue la esposa de Carlos Arroyo del Río, Elena Yerovi Matheu, quien en 1940 se involucró de manera directa en temas de interés social con una pequeña asignación del erario nacional.
Durante la segunda presidencia de José María Velasco Ibarra (1944-1947), este empezó a referirse por primera vez a su esposa Corina del Parral como primera dama, pero recién a partir de su quinta y última presidencia (1968-1972) es que ella y sus sucesoras adquirieron funciones oficiales como presidentas del Patronato Nacional del Niño (finalmente INNFA), institución fundada por la misma Del Parral, y empezaron a recibir un salario por sus funciones.
En 2007, el presidente Rafael Correa suprimió el cargo por considerarlo sexista e ilegítimo al no haber sido elegida por el pueblo como tal, y en su informe de rendición de cuentas de ese año declaró:

«Ustedes saben que en nuestro país ya no hay Primera Dama. ¿Qué es esto de ser Primera Dama? Si por ser esposa de alguien, significa que ya hay primera, segunda, tercera y cuarta Dama. Todas las damas de mi país, son primeras damas. Aquello era sexista [...] Aquello era antidemocrático, si se vota por Rafael Correa, no están eligiendo por la esposa de Rafael Correa, por qué tiene que haber un cargo. Y aquello era ineficiente, porque por el solo hecho de ser Primera Dama, iba como presidenta del INNFA, institución que tiene cerca de 80 millones de dólares en su presupuesto [...]. El país no podía darse ese lujo, [...]. El país no podía darse ese desperdicio de recursos, así que lo primero que hicimos es nombrar como presidenta del INNFA, a la propia Ministra de Bienestar Social para que esté totalmente articulado a la política de desarrollo social de este país.»

Sin embargo, extraoficialmente se siguió llamando a la esposa de Correa como primera dama, y al asumir Moreno la presidencia en 2017, su esposa Rocío González volvió a asumir este rol.
La persona que mayor cantidad de veces ha ostentado el título de primera dama de Ecuador fue Corina del Parral Durán, que como esposa de José María Velasco Ibarra asumió dicho rol en cuatro ocasiones y con dos cada una, se encuentran Mercedes Jijón de Vivanco, esposa de Juan José Flores; Ana Paredes Arosemena, cónyuge de Eloy Alfaro Delgado y Avelina Lasso y Ascázubi, esposa de Leónidas Plaza Gutiérrez
La primera dama más joven de Ecuador ha sido Paola Mahuad Calderón (19 años), hija de Jamil Mahuad Witt, que ejerció el cargo debido a la condición de divorciado de su padre. Mientras que la de mayor edad al asumir su rol fue Josefina Villalobos, esposa de Sixto Durán Ballén.
Las primeras damas más populares de la historia de Ecuador han sido Marietta de Veintemilla, sobrina de Ignacio de Veintemilla, cuyo poder político y aceptación popular e incluso militar fueron enormes a mediados del siglo XIX; y Ximena Bohórquez, esposa de Lucio Gutiérrez, quien recibió mucha atención de los medios de comunicación durante su gestión en Carondelet, combinada con su labor en el Congreso Nacional del Ecuador.

## Funciones

### Funciones previas
La posición de primera dama en Ecuador no es un cargo electivo, sino que se adquiere inmediatamente el presidente asume sus funciones ante la Asamblea Nacional. En el pasado, la primera misión de la flamante anfitriona del palacio presidencial era organizar un baile para los más altos funcionarios de los Gobiernos entrante y saliente; este se realizaba en los salones del Palacio de Carondelet, y para ello contaba con el apoyo logístico de un equipo especializado en estas funciones protocolares. Solía asumir la presidencia del ya desaparecido Instituto Nacional del Niño y la Familia (INNFA) en absoluta reserva pocos días después del cambio de mando.
Su rol como presidenta del INNFA se enfocaba en los niños principalmente, y en las familias después. Debía velar porque las leyes en favor de estos grupos se cumpliesen, brindar asesoría, disponer de las becas de estudio o capital de trabajo, velar por los planes sociales del Estado y promover nuevas leyes en la Asamblea Nacional. Debía, además. organizar la logística de las instituciones vinculadas al INNFA, como la Dirección Nacional de Niños Perdidos (DINAPEN), los Patronatos Municipales de todas las ciudades del Ecuador, las guarderías del Estado, el Plan de Alimentación de Niños en Edad Escolar, y algunos departamentos del Ministerio de Educación.

### Funciones actuales
Las funciones de la primera dama fueron restablecidas por el presidente Lenín Moreno, encargándose su esposa Rocío González del área social del gobierno, siendo designada como delegada presidencial del Comité Interinstitucional del Plan "Toda una Vida" sin ostentar ningún tipo de remuneración, coordinando las acciones de las diferentes misiones del plan como son "Las Manuelas", "Misión Ternura", "Misión Casa para Todos", "Misión Mis Mejores Años", realizando acompañamiento a todo el eje social de la función ejecutiva.

## Oficina de la primera dama
Como presidenta del INNFA, hasta 2007 la primera dama de Ecuador tenía su oficina en el cuarto piso del edificio de esa entidad, ubicado en la calle Venezuela 659, entre Espejo y Sucre, en el centro histórico de Quito, a muy pocos metros de la Plaza Grande y Carondelet. Por otra parte, como anfitriona del Palacio de Carondelet usaba el despacho del Presidente de la República (si estaba disponible) o los aposentos del apartamento presidencial.
En la actualidad la oficina particular de la primera dama está ubicada en el segundo piso del ala sur del Palacio, contigua al Despacho Presidencial, y fue diseñada por Rocío González tras varias décadas de no haber contado con un espacio para tales fines en el edificio.

### Equipo de trabajo
Hasta 2007 el equipo de trabajo de la primera dama en el INNFA constaba de su secretaria personal y varios asesores en temas sociales, pero aquellas funciones pasaron a manos del Ministerio de Inclusión Económica y Social; mientras que la ayuda que recibía como anfitriona de Carondelet constaba del Secretario de prensa de la Presidencia, el Secretario de protocolo del Palacio, un edecán y su guardia personal.
Desde mayo de 2017, cuando la figura de primera dama vuelve a aparecer en el Gobierno y se hace cargo del frente social en representación del Presidente de la República, se conforman tres equipos de trabajo diferentes para colaborar con su misión:
- Logístico, en el que participan dos personas de la Presidencia que la asesoran y manejan su agenda, así como las relaciones públicas.
- Comunicacional, formado por algunos miembros de la Secretaría de Comunicación que promocionan sus actividades, toman fotografías y difunden el material a los medios.
- Seguridad, a cargo del Servicio de Protección Presidencial con dos guardaespaldas permanentes, se encarga de la seguridad y transporte, así como de recolectar los regalos que le ofrecen en los diferentes eventos.

## Primeras damas y caballeros

### Sobrevivientes
Hasta el día de hoy sobreviven 11 ex primeras damas:
- María de Lourdes Alcívar de Lasso (2021-2023)
- Rocío González de Moreno (2017-2021)
- Anne Malherbe de Correa (2007-2017)
- María Beatriz Paret de Palacio (2005-2007)
- Ximena Bohórquez de Gutiérrez (2003-2005)
- María Isabel Baquerizo vda. de Noboa (2000-2003)
- Paola Mahuad Calderón (1998-2000)
- Lucía Peña Ochoa de Alarcón (1997-1998)
- María Rosa Pulley de Bucaram (1996-1997)
- Carmen Calisto de Borja (1988-1992)
- Margarita Pérez Pallares de Hurtado (1981-1984)